# Claudia Jung
Claudia Jung (ur. 12 kwietnia 1964 w Ratingen) – niemiecka piosenkarka. W swojej twórczości artystycznej wielokrotnie nagrywała w różnych duetach (m.in. Nino de Angelo, Richard Clayderman, Cliff Richard, Rosanna Perinic, Chris Roberts, Demis Roussos, Kastelruther Spatzen, Nick P., Rosanna Rocci)
W okresie swojej kariery otrzymała wiele nagród i wyróżnień w postaci złotych i platynowych płyt.

## Nagrody i wyróżnienia
- Echo-Preise - 1994, 2000
- Goldene Stimmgabeln - 1995, 1996, 1997, 1998, 2002
- Amadeus Austrian Music Award - 2002
- Fred-Jay-Preis - 2002

## Dyskografia

### Single
- Immer wieder eine Handvoll Zärtlichkeit (czerwiec 1986)
- Träume sterben nie (luty 1987)
- Amore Amore (wrzesień 1987)
- Atemlos (Die Nacht, als die Erde Feuer fing) (czerwiec 1988)
- Halt mich fest (październik 1988)
- Roter Horizont (kwiecień 1989)
- Stumme Signale (sierpień 1989)
- Etwas für die Ewigkeit (styczeń 1990)
- Eine Reise ins Licht (kwiecień 1990)
- Fang mich auf (Und wenn es wirklich Engel gibt) (sierpień 1990)
- Er war wie Du (październik 1990)
- Mittsommernacht (kwiecień 1991)
- Schmetterlinge (lipiec 1991)
- Wo kommen die Träume her (listopad 1991)
- Du ich lieb dich (lipiec 1992)
- Das Dunkel der Nacht (listopad 1992)
- Lass mich doch nochmal (kwiecień 1993)
- Unter meiner Haut (marzec 1994)
- Je t'aime mon amour razem z Richardem Claydermanem (1 września 1994)
- Komm und tanz ein letztes Mal mit mir (2 marca 1995)
- Wer die Sehnsucht kennt (26 października 1995)
- Domani l'amore vincera (7 marca 1996)
- Ein Lied, das von Liebe erzählt (2 października 1996)
- Weihnachtszeit - Mistletoe & Wine razem z Cliff Richard (5 grudnia 1996)
- Lieb mich nochmal (12 września 1997)
- Ich vermiss Dich zu sehr (10 lutego 1998)
- Hand in Hand w duecie z Nino de Angelo (2 listopada 1998)
- Nur mit Dir (luty 1999)
- Wo die Freiheit beginnt (czerwiec 1999)
- Frieden allezeit razem z Corinna May (6 września 1999)
- Auch wenn es nicht vernünftig ist (sierpień 2001)
- Hast Du alles vergessen (grudzień 2001)
- Und dann tanz ich ganz allein (kwiecień 2002)
- Wenn es morgen nicht mehr gibt (23 września 2002)
- Tausendmal ja (luty 2003)
- Ich denke immer noch an Dich razem z Richardem Claydermanen (3 marca 2003)
- Mittenrein ins Glück (maj 2003)
- Seelenfeuer (wrzesień 2003)
- Heut fliegt ein Engel durch die Nacht w duecie ze swoją córką Anną (7 czerwca 2004)
- Ich kann für nichts mehr garantier'n (wrzesień 2004)
- Um den Schlaf gebracht (styczeń 2005)
- Geh'n wir zu mir oder zu Dir? (maj 2005)
- Bleib doch heut' Nacht (...und wenn Du willst, für immer) (kwiecień 2006)
- Hey, 'nen kleinen Schuss, den hattest Du doch schon immer (sierpień 2006)
- Träumen erlaubt (styczeń 2007)
- Sommerwein, wie die Liebe süß und wild razem z Nik P. (6 kwietnia 2007)
- Ich darf mich nicht in Dich verlieben (sierpień 2007)
- Ein Tag zu wenig (październik 2007)
- Mir schenkst Du Rosen (marzec 2008)
- Lass uns noch einmal lügen (22 sierpnia 2008)
- Die Träume einer Frau (17 października 2008)

### Albumy
- Halt' mich fest (2 września 1988)
- Etwas für die Ewigkeit (6 października 1989)
- Spuren einer Nacht	(14 sierpnia 1990)
- Wo kommen die Träume her (20 sierpnia 1991)
- Nah bei Dir - Ausgewählte Lieder (luty 1992)
- Du, ich lieb' Dich	(28 września 1992)
- Claudia Jung (29 września 1994)
- Sehnsucht (9 listopada 1995)
- Winterträume (8 listopada 1996)
- Augenblicke (29 września 1997)
- Für immer (12 kwietnia 1999)
- Auch wenn es nicht vernünftig ist (17 września 2001)
- Best Of Claudia Jung (18 marca 2002)
- Auch wenn es nicht vernünftig ist (27 września 2002)
- Seelenfeuer (14 kwietnia 2003)
- Herzzeiten (25 października 2004)
- Träumen erlaubt (12 maja 2006)
- Sommerwein - Meine schönsten Sommersongs (8 czerwca 2007)
- Unwiderstehlich (14 września 2007)
- Hemmungslos Liebe (24 października 2008)
- Geheime Zeichen (23 października 2009)